# Сан-Марті-Саррока
Сан-Марті́-Сарро́ка (кат. Sant Martí Sarroca) - муніципалітет, розташований в Автономній області Каталонія, в Іспанії. Знаходиться у районі (кумарці) Ал-Панадес провінції Барселона, згідно з новою адміністративною реформою перебуватиме у складі Баґарії (округи) Барселона.

## Населення
Населення міста (у 2007 р.) становить 2.997 осіб (з них менше 14 років - 15,4%, від 15 до 64 - 66%, понад 65 років - 18,6%). У 2006 р. народжуваність склала 33 особи, смертність - 24 особи, зареєстровано 11 шлюбів. У 2001 р. активне населення становило 1.114 осіб, з них безробітних - 80 осіб.

Серед осіб, які проживали на території міста у 2001 р., 2.077 народилися в Каталонії (з них 1.659 осіб у тому самому районі, або кумарці), 274 особи приїхали з інших областей Іспанії, а 97 осіб приїхало з-за кордону. 

Університетську освіту має 6,9% усього населення. 

У 2001 р. нараховувалося 803 домогосподарства (з них 18,1% складалися з однієї особи, 24,2% з двох осіб,21,5% з 3 осіб, 19,9% з 4 осіб, 8,7% з 5 осіб, 5% з 6 осіб, 1,6% з 7 осіб, 0,5% з 8 осіб і 0,5% з 9 і більше осіб).

Активне населення міста у 2001 р. працювало у таких сферах діяльності : у сільському господарстві - 13,6%, у промисловості - 22,1%, на будівництві - 10,5% і у сфері обслуговування - 53,8%. 

 У муніципалітеті або у власному районі (кумарці) працює 767 осіб, поза районом - 705 осіб.

### Безробіття
У 2007 р. нараховувалося 101 безробітний (у 2006 р. - 88 безробітних), з них чоловіки становили 34,7%, а жінки - 65,3%.

## Економіка

### Підприємства міста

#### Промислові підприємства
| \| Промислові підприємства міста, за сферою діяльності \| Промислові підприємства міста, за сферою діяльності \| Промислові підприємства міста, за сферою діяльності \| \| Рік \| 2002 р. \| 2001 р. \| \| --------------------------------------------------- \| --------------------------------------------------- \| --------------------------------------------------- \| \| Енергетичні та водні ресурси \| 0% \| 0% \| \| Хімія та метали \| 3% \| 2,5% \| \| Переробка металів \| 24,2% \| 30% \| \| Продукти харчування \| 42,4% \| 42,5% \| \| Текстиль \| 18,2% \| 15% \| \| Виробництво меблів, видання \| 9,1% \| 7,5% \| \| Інше \| 3% \| 2,5% \| \| Усього підприємств \| 33 \| 40 \| |         |         |
| Промислові підприємства міста, за сферою діяльності |         |         |
| Рік | 2002 р. | 2001 р. |
| Енергетичні та водні ресурси | 0%      | 0%      |
| Хімія та метали | 3%      | 2,5%    |
| Переробка металів | 24,2%   | 30%     |
| Продукти харчування | 42,4%   | 42,5%   |
| Текстиль | 18,2%   | 15%     |
| Виробництво меблів, видання | 9,1%    | 7,5%    |
| Інше | 3%      | 2,5%    |
| Усього підприємств | 33      | 40      |

#### Роздрібна торгівля
| \| Підприємства роздрібної торгівлі міста, за сферою діяльності \| Підприємства роздрібної торгівлі міста, за сферою діяльності \| Підприємства роздрібної торгівлі міста, за сферою діяльності \| \| Рік \| 2002 р. \| 2001 р. \| \| ------------------------------------------------------------ \| ------------------------------------------------------------ \| ------------------------------------------------------------ \| \| Продукти харчування \| 52% \| 48% \| \| Одяг та взуття \| 0% \| 0% \| \| Товари для дому \| 16% \| 16% \| \| Книги та періодичні видання \| 8% \| 8% \| \| Промислова хімічна продукція \| 8% \| 8% \| \| Продукція, пов'язана з транспортними засобами \| 0% \| 0% \| \| Інше \| 16% \| 20% \| \| Усього підприємств \| 25 \| 25 \| |         |         |
| Підприємства роздрібної торгівлі міста, за сферою діяльності |         |         |
| Рік | 2002 р. | 2001 р. |
| Продукти харчування | 52%     | 48%     |
| Одяг та взуття | 0%      | 0%      |
| Товари для дому | 16%     | 16%     |
| Книги та періодичні видання | 8%      | 8%      |
| Промислова хімічна продукція | 8%      | 8%      |
| Продукція, пов'язана з транспортними засобами | 0%      | 0%      |
| Інше | 16%     | 20%     |
| Усього підприємств | 25      | 25      |

#### Сфера послуг
| \| Підприємства міста, що працюють у сфері послуг, за діяльністю \| Підприємства міста, що працюють у сфері послуг, за діяльністю \| Підприємства міста, що працюють у сфері послуг, за діяльністю \| \| Рік \| 2002 р. \| 2001 р. \| \| ------------------------------------------------------------- \| ------------------------------------------------------------- \| ------------------------------------------------------------- \| \| Гуртова торгівля \| 14% \| 14,4% \| \| Готелі та готельний бізнес \| 17,4% \| 20% \| \| Транспорт та зв'язок \| 26,7% \| 23,3% \| \| Посередницькі фінансові послуги \| 2,3% \| 2,2% \| \| Послуги підприємствам \| 7% \| 5,6% \| \| Послуги фізичним особам \| 23,3% \| 25,6% \| \| Нерухомість та ін. \| 9,3% \| 8,9% \| \| Усього підприємств \| 86 \| 90 \| |         |         |
| Підприємства міста, що працюють у сфері послуг, за діяльністю |         |         |
| Рік | 2002 р. | 2001 р. |
| Гуртова торгівля | 14%     | 14,4%   |
| Готелі та готельний бізнес | 17,4%   | 20%     |
| Транспорт та зв'язок | 26,7%   | 23,3%   |
| Посередницькі фінансові послуги | 2,3%    | 2,2%    |
| Послуги підприємствам | 7%      | 5,6%    |
| Послуги фізичним особам | 23,3%   | 25,6%   |
| Нерухомість та ін. | 9,3%    | 8,9%    |
| Усього підприємств | 86      | 90      |

## Житловий фонд
У 2001 р. 1,5% усіх родин (домогосподарств) мали житло метражем до 59 м2, 19,2% - від 60 до 89 м2, 35,1% - від 90 до 119 м2 і
44,2% - понад 120 м2.

З усіх будівель у 2001 р. 31,3% було одноповерховими, 62,9% - двоповерховими, 3,5
% - триповерховими, 1,1% - чотириповерховими, 0,7% - п'ятиповерховими, 0,4% - шестиповерховими,
0% - семиповерховими, 0% - з вісьмома та більше поверхами.

## Автопарк
| \| Автомобілі, зареєстровані у місті, за призначенням \| Автомобілі, зареєстровані у місті, за призначенням \| Автомобілі, зареєстровані у місті, за призначенням \| \| Рік \| 2006 р. \| 2005 р. \| \| -------------------------------------------------- \| -------------------------------------------------- \| -------------------------------------------------- \| \| Приватні автомобілі \| 64% \| 64,2% \| \| Мотоцикли \| 9,3% \| 9,2% \| \| Вантажівки \| 22,9% \| 23,3% \| \| Трактори \| 0,4% \| 0,3% \| \| Автобуси та ін. \| 3,3% \| 2,9% \| \| Усього автомобілів \| 2.506 шт. \| 2.377 шт. \| |           |           |
| Автомобілі, зареєстровані у місті, за призначенням |           |           |
| Рік | 2006 р.   | 2005 р.   |
| Приватні автомобілі | 64%       | 64,2%     |
| Мотоцикли | 9,3%      | 9,2%      |
| Вантажівки | 22,9%     | 23,3%     |
| Трактори | 0,4%      | 0,3%      |
| Автобуси та ін. | 3,3%      | 2,9%      |
| Усього автомобілів | 2.506 шт. | 2.377 шт. |

## Вживання каталанської мови
У 2001 р. каталанську мову у місті розуміли 97,9% усього населення (у 1996 р. - 99%), вміли говорити нею 88,5% (у 1996 р. - 
91,4%), вміли читати 86,9% (у 1996 р. - 88,2%), вміли писати 58,1
% (у 1996 р. - 58,4%). Не розуміли каталанської мови 2,1%.

## Політичні уподобання
У виборах до Парламенту Каталонії у 2006 р. взяло участь 1.412 осіб (у 2003 р. - 1.436 осіб). Голоси за політичні сили розподілилися таким чином:
| \| Вибори до Парламенту Каталонії \| Вибори до Парламенту Каталонії \| Вибори до Парламенту Каталонії \| \| Рік \| 2006 р. \| 2003 р. \| \| -------------------------------------- \| ------------------------------ \| ------------------------------ \| \| Конвергенція та Єднання (CiU) \| 49,2% \| 50,4% \| \| Соціалістична партія Каталонії (PSC) \| 20% \| 20,4% \| \| Народна партія (PP) \| 5% \| 3,7% \| \| Ініціатива за зелену Каталонію (IC) \| 7,3% \| 4,2% \| \| Республіканська лівиця Каталонії (ERC) \| 15,6% \| 20,3% \| \| Громадянська партія (C's) \| 0,4% \| 0% \| \| Інші \| 2,5% \| 1% \| |         |         |
| Вибори до Парламенту Каталонії |         |         |
| Рік | 2006 р. | 2003 р. |
| Конвергенція та Єднання (CiU) | 49,2%   | 50,4%   |
| Соціалістична партія Каталонії (PSC) | 20%     | 20,4%   |
| Народна партія (PP) | 5%      | 3,7%    |
| Ініціатива за зелену Каталонію (IC) | 7,3%    | 4,2%    |
| Республіканська лівиця Каталонії (ERC) | 15,6%   | 20,3%   |
| Громадянська партія (C's) | 0,4%    | 0%      |
| Інші | 2,5%    | 1%      |

У муніципальних виборах у 2007 р. взяло участь 1.575 осіб (у 2003 р. - 1.497 осіб). Голоси за політичні сили розподілилися таким чином:
| \| Муніципальні вибори \| Муніципальні вибори \| Муніципальні вибори \| \| Рік \| 2007 р. \| 2003 р. \| \| -------------------------------------- \| ------------------- \| ------------------- \| \| Конвергенція та Єднання (CiU) \| 53,8% \| 39,8% \| \| Соціалістична партія Каталонії (PSC) \| 28,1% \| 34,4% \| \| Народна партія (PP) \| 2,4% \| 2,9% \| \| Ініціатива за зелену Каталонію (IC) \| 0% \| 0% \| \| Республіканська лівиця Каталонії (ERC) \| 15,7% \| 22,9% \| \| Громадянська партія (C's) \| 0% \| 0% \| \| Інші \| 0% \| 0% \| |         |         |
| Муніципальні вибори |         |         |
| Рік | 2007 р. | 2003 р. |
| Конвергенція та Єднання (CiU) | 53,8%   | 39,8%   |
| Соціалістична партія Каталонії (PSC) | 28,1%   | 34,4%   |
| Народна партія (PP) | 2,4%    | 2,9%    |
| Ініціатива за зелену Каталонію (IC) | 0%      | 0%      |
| Республіканська лівиця Каталонії (ERC) | 15,7%   | 22,9%   |
| Громадянська партія (C's) | 0%      | 0%      |
| Інші | 0%      | 0%      |